# Kulturring in Berlin

Logo

Der Kulturring in Berlin  ist ein Verein der freien Kultur- und Kunstszene. Er engagiert sich unter Einbindung von Künstlern und Kulturschaffenden des In- und Auslands für die hauptstadtweite Förderung und Vermittlung von Kunst und Kultur durch Ausstellungen, Konzerte, Lesungen und Publikationen. Seine Mitglieder sind ehrenamtlich tätig. Der Verein ist Träger des Bundesfreiwilligendienstes Kultur und Bildung in Berlin und Brandenburg. Er unterhält ein Bildungswerk mit Kursen der bildenden und darstellenden Kunst sowie Integrations- und Bildungsangeboten für Migranten. Seine 15 Einrichtungen fungieren als Diskussionsforen, als Begegnungs- und Erlebnisstätten.
Der Kulturring in Berlin e.V. wurde 1994 gegründet, er hat seine Wurzeln im Kulturbund e.V., der Nachfolgeorganisation des Kulturbundes der DDR. Vereinssitz ist die Ernststraße in Baumschulenweg. Zu seinen Unterstützern und Förderern gehören u. a. die EU, der Bund, die Bundesagentur für Arbeit und das Land Berlin. Der Kulturring ist Dachverband für zahlreiche Mitgliedsvereine und Gruppen, Freundeskreise und Arbeitsgemeinschaften, in denen sich die Vereinsmitglieder einbringen und ihren Freizeitinteressen nachgehen.
Der Verein unterhält die "Kulturbundgalerie Treptow", das "Studio Bildende Kunst", den "Freien Kunstraum GISELA" in Lichtenberg und die "Kulturküche Bohnsdorf". 2002 war das Jahr der beginnenden Trägerschaft für die "Fotogalerie Friedrichshain" am Helsingforser Platz. Die Begegnungsstätte MAXIE-Treff wird in Kooperation mit der Wohnungsbaugenossenschaft Wuhletal eG betrieben. Zudem bietet der Kulturring ein Dach für das 2002 gegründete deutsch-russische "Tschechow-Theater" in Marzahn sowie für das 1998 ins Leben gerufene Orchester "Concerto Brandenburg" mit einer musikalischen Spanne von Barock (insbesondere Komponisten der Berliner Schule) bis Romantik.